# Saint-Jean-de-la-Léqueraye
Saint-Jean-de-la-Léqueraye is een plaats en voormalige gemeente in het Franse departement Eure (regio Normandië) en telt 48 inwoners (2009). De plaats maakt deel uit van het arrondissement Bernay. Saint-Jean-de-la-Léqueraye ias op 1 januari 2019 gefuseerd met de gemeente Saint-Georges-du-Mesnil tot de gemeente Le Mesnil-Saint-Jean. 

## Geografie
De oppervlakte van Saint-Jean-de-la-Léqueraye bedraagt 4,6 km², de bevolkingsdichtheid is dus 10,4 inwoners per km².
De onderstaande kaart toont de ligging van Saint-Jean-de-la-Léqueraye met de belangrijkste infrastructuur en aangrenzende gemeenten.

## Demografie
Onderstaande figuur toont het verloop van het inwonertal (bron: INSEE-tellingen).